# Protomelas marginatus
Protomelas marginatus es una especie de peces de la familia Cichlidae en el orden de los Perciformes.

## Subespecies
- Protomelas marginatus marginatus (Trewavas, 1935
- Protomelas marginatus vuae (Trewavas, 1935

## Distribución geográfica
Se encuentra en el África Oriental: es una especie  endémica del sur del  lago Malawi.